# Ben Gordon
Benjamin "Ben" Gordon (London, 4. travnja 1983.) britanski je profesionalni košarkaš. Igra na poziciji bek šutera, a trenutačno je član NBA momčadi Detroit Pistonsa. Izabran je u 1. krugu (3. ukupno) NBA drafta 2004. od strane istoimene momčadi. Jedini je igrač koji je kao novak osvojio nagradu za šestog igrača NBA lige. Gordon je postao rekorder Bullsa u postignutim tricama i srušio rekord poznatog košarkaša Scottieja Pippena.

## Sveučilište
Tijekom svoje prve sveučilišne sezone na Connecticutu, Gordon je u igru ulazio s klupe i bio drugi strijelac momčadi s 12.6 poena. Na Big East turniru ubacio je pobjedničku tricu protiv sveučilišta Villanova. U drugoj sezoni bio je prvi strijelac Huskiesa sa 19.5 poena i izabran je u All-Big East drugu petorku. U svojoj trećoj i posljednjoj sezoni bio je ponajbolji igrač Huskiesa s 20.5 poena, 4.7 skokova i 4.5 asistencija. Na kraju treće sezone odlučio se je prijaviti na draft. Smatralo se da će biti izabran negdje između 7. i 12. izbora NBA drafta 2004. godine. 

## NBA
Na kraju je Gordon izabran kao treći izbor NBA drafta 2004. od strane Chicago Bullsa. Gordon je htio dres s brojem 4 (nosio ga tijekom cijele svoje karijere), ali kako je taj dres kod Bullsa umirovljen, Gordon je izabrao dres s brojem 7. Izjavio je da je taj broj odabarao kombinacijom broja 4 i njegovog izbora na draftu. U svojoj rookie sezoni uglavnom je ulazio s klupe, i u prosjeku je postizao 15.1 poen, 2.6 skokova i 1.9 asistencija za 24.2 odigrane minute. Sezonu je završio s 21 dvoznamenkastim učinkom, jednim manje od LeBrona Jamesa s 22 dvoznamenkasta učinka. Bullsi su tada po prvi puta nakon Jordanovog umirovljenja 1998. izborili doigravanje. Na kraju sezone izabran je za šestog igrača lige. U siječnju, veljači i ožujku bio je novak Istočne konferencije i izabran je u All-NBA Rookie prvu petorku. 
Gordon je u drugoj sezoni započeo 47 utakmica, a u igru je s klupe ulazio još 35 puta. Sezonu je započeo ulazeći s klupe, ali je dobrim igrama u nastavku sezone izborio startnu petorku. Imao je veću minutažu u odnosu na prošlu sezonu i zbog toga je popravio svoje statističke brojke. Na kraju sezone izabran je momčad sophomoresa na All-Star vikendu i protiv novaka je ubacio 17 poena. 
14. travnja 2006. u pobjedi protiv Washington Wizardsa zabio je devet trica zaredom. Time je izjednačio rekord Latrella Sprewella s najviše zabijenih trica bez promašaja (9/9) u jednoj utakmici. Učinak karijere od 48 poena postigao je u velikom preokretu Bullsa u pobjedi 126:121 protiv Milwaukee Bucksa. Na kraju treće sezone odbio je višegodišnji ugovor vrijedan oko 50 milijuna dolara koji su mu Bullsi ponudili i prihvatio je jednogodišnji ugovor vrijedan 6.4 milijuna američkih dolara. Time će završetkom sezone 2008./09. postati slobodnim igračem.
2. srpnja 2009. Gordon je potpisao petogodišnji ugovor vrijedan 58 milijuna američkih dolara za Detroit Pistonse.

## NBA statistika

### Regularni dio
| Godina    | Klub    | Odig. uta. | Uta. poč. | Min. | 2P%  | 3P%  | Sl. bac.% | Skok. | Asist. | Ukr. lop. | Blok. | Poena |
| --------- | ------- | ---------- | --------- | ---- | ---- | ---- | --------- | ----- | ------ | --------- | ----- | ----- |
| 2004./05. | Chicago | 82         | 3         | 24.4 | .411 | .405 | .863      | 2.6   | 2.0    | .6        | .1    | 15.1  |
| 2005./06. | Chicago | 80         | 47        | 31.0 | .422 | .435 | .787      | 2.7   | 3.0    | .9        | .1    | 16.9  |
| 2006./07. | Chicago | 82         | 51        | 33.0 | .455 | .413 | .864      | 3.1   | 3.6    | .8        | .2    | 21.4  |
| 2007./08. | Chicago | 72         | 27        | 31.8 | .434 | .410 | .908      | 3.1   | 3.0    | .8        | .1    | 18.6  |
| 2008./09. | Chicago | 82         | 76        | 36.6 | .455 | .410 | .864      | 3.5   | 3.4    | .9        | .3    | 20.7  |
| Ukupno    |         | 398        | 204       | 31.4 | .437 | .415 | .859      | 3.0   | 3.0    | .8        | .1    | 18.5  |

### Doigravanje
| Godina    | Klub    | Odig. uta. | Uta. poč. | Min. | 2P%  | 3P%  | Sl. bac.% | Skok. | Asist. | Ukr. lop. | Blok. | Poena |
| --------- | ------- | ---------- | --------- | ---- | ---- | ---- | --------- | ----- | ------ | --------- | ----- | ----- |
| 2004./05. | Chicago | 6          | 1         | 25.5 | .405 | .318 | .800      | 2.7   | 2.5    | .8        | .3    | 14.5  |
| 2005./06. | Chicago | 6          | 6         | 40.8 | .406 | .366 | .676      | 3.3   | 3.0    | 1.0       | .0    | 21.0  |
| 2006./07. | Chicago | 10         | 10        | 39.5 | .415 | .436 | .921      | 3.8   | 3.8    | .9        | .1    | 20.4  |
| 2008./09. | Chicago | 7          | 7         | 43.4 | .388 | .370 | .875      | 2.9   | 3.0    | .4        | .1    | 24.3  |
| Ukupno    |         | 29         | 24        | 37.9 | .403 | .384 | .840      | 3.2   | 3.1    | .8        | .1    | 20.2  |

## Vanjske poveznice
- Službena stranica
- Player Profile na NBA.com
- Profil  Arhivirana inačica izvorne stranice od 20. lipnja 2017. (Wayback Machine) na Basketball-Reference.com